# Ilona Bartosińska
Ilona Bartosińska, właśc. Ilona Bartosińska-Niemierowska (ur. 18 listopada 1945 w Łodzi) – polska aktorka teatralna, absolwentka Wydziału Aktorskiego łódzkiej PWSTiF (1969, dyplom 1971). W 1987 roku otrzymała Odznakę Honorową miasta Łodzi.

## Życiorys
Pracę w teatrze rozpoczęła w 1969 roku we Wrocławskim Teatrze Współczesnym im. Wiercińskiego, gdzie występowała do 1971 roku. Następnie związała się z łódzkim Teatrem Nowym, a potem – w 1978 roku – z Teatrem im. Bogusławskiego w Kaliszu. W latach 1981–1983 była aktorką Teatru Śląskiego im. S. Wyspiańskiego w Katowicach, później ponownie Teatru Nowego w Łodzi do 1985. Od 1985 do 2001 roku była etatową aktorką łódzkiego Teatru Powszechnego, z którym współpracuje do dzisiaj.

## Spektakle teatralne (wybór)
- 1968: Adwokat i róże jako Siostrzenica (reż. Maria Kaniewska, PWSTiF)
- 1969: Awantury w Chioggi jako Checca (reż. Czesław Staszewski)
- 1970: Na szkle malowane jako Dziewczyna (reż. Jan Skotnicki)
- 1971: Chłopiec z gwiazd jako Córka drwala (reż. Halina Dzieduszycka)
- 1971: Idiota jako Agłaja (reż. Stanisław Brejdygant)
- 1972: Prometeusz jako Afrodyta (reż. Jerzy Zegalski)
- 1973: Upiory jako Regina Engstrand (reż. Andrzej Przybylski)
- 1974: Medea jako Jedna z chóru (reż. Jerzy Hoffman)
- 1975: Operetka jako Dama (reż. Kazimierz Dejmek)
- 1977: Wassa Żeleznowa jako Ludmiła (reż. Olga Koszutska)
- 1978: Wojna stronnictw jako Paulina (reż. Ryszard Krzyszycha)
- 1978: Dom lalki (reż. Lech Wojciechowski)
- 1978: Idiota jako Nastasja Filipowna (reż. S. Brejdygant)
- 1979: Klub kawalerów jako Jadwiga Ochotnicka (reż. Jan Kwapisz)
- 1979: Don JuanKarolka (reż. Józef Jasielski)
- 1981: Noc listopadowa jako Kora (reż. J. Zegalski)
- 1983: Hedda Gabler jako Hedda Tesman (reż. Stefania Domańska)
- 1985: Pornografia (reż. Andrzej Maj)
- 1985: Kram z piosenkami (reż. Mirosław Szonert)
- 1987: Cyd jako Leonora (reż. Adam Hanuszkiewicz)
- 1987: Fanfan Tulipan (reż. Zbigniew Czeski)
- 1987: Pierścień i róża (reż. Z. Czeski)
- 1988: Sen nocy letniej jako Kwiatek-Groszkowska (reż. Daniel Bargiełowski)
- 1990: Portret jako Psychiatra (reż. Andrzej Maria Marczewski)
- 1990: Bal manekinów jako Manekin 2 damski (reż. Jan Buchwald)
- 1992: Ania z Zielonego Wzgórza jako Małgorzata Linde (reż. Maciej Korwin)
- 1996: Czarodziej z krainy Oz jako Pani Grzyb, Wiedźma Zachodu (reż. Janina Niesobska)
- 1997: W małym dworku jako Urszula Stęchło (reż. Rafał Sabara)
- 1998: Balladyna jako Dworka III (reż. Wojciech Adamczyk)
- 2002: Pół żartem, pół sercem jako Florence (reż. Marcin Sławiński)

## Filmografia
- 1971: Trąd (reż. Andrzej Trzos-Rastawiecki)
- 1971: Meta (reż. Antoni Krauze)